# Alícia de Battenberg

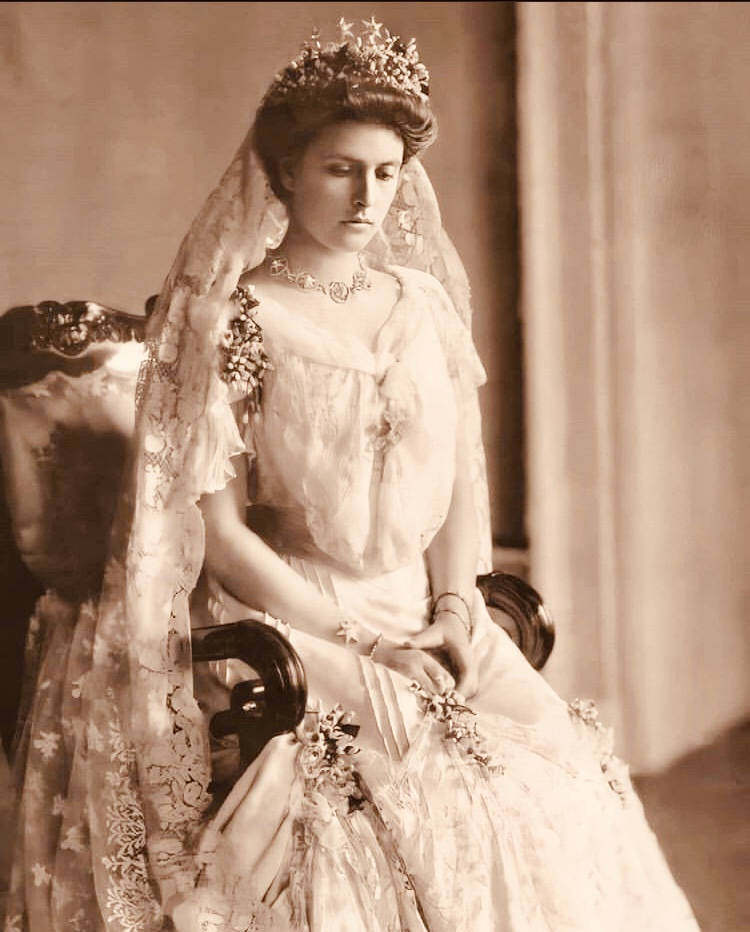
La princesa Alícia de Battenberg el dia del seu casament (1903).

Alícia de Battenberg, princesa de Grècia (Castell de Windsor, 25 de febrer de 1885 - Londres, 5 de desembre de 1969). Princesa de Battenberg, primogènita del príncep Lluís de Battenberg i de la princesa Victòria de Hessen-Darmstadt, primera besneta de la reina Victòria I d'Anglaterra i neboda del tsar Nicolau II de Rússia.
Alícia, malgrat ésser una simple princesa de Battenberg amb el grau d'altesa sereníssima, posseïa unes magnífiques connexions amb la majoria de les cases reials europees.
L'any 1903 es casà amb el príncep Andreu de Grècia, fill del rei Jordi I de Grècia i de la gran duquessa Olga de Rússia. La parella s'establí a Atenes i tingueren quatre filles i un fill: 
- SAR la princesa Margarida de Grècia. Nascuda el 1905 a Atenes i morta el 1981 a Bad Wiesse a Alemanya. Es casà amb el príncep Guifré de Hohenlohe-Lagenburg el 1931 a Lagenburg.

- SAR la princesa Teodora de Grècia. Nascuda a Atenes el 1906 i morta a Konstanz el 1969. Es casà amb el marcgravi Bartomeu de Baden el 1931 a Baden-Baden

- SAR la princesa Cecília de Grècia. Nascuda el 1911 a Atenes i morta el 1937 en un accident aeri a Bèlgica. Es casà amb el gran duc Jordi Donatus de Hessen-Darmstadt el 1931 a Darmstadt.

- SAR la princesa Sofia de Grècia. Nascuda a Corfú el 1914 i morta el 2001 a Baviera. Es casà en primeres núpcies l'any 1930 a Kronberg amb el príncep Cristòfol de Hessen-Kassel i el 1946 en segones núpcies amb el príncep Jordi Guillem de Hannover a Salem.

- SAR el príncep Felip de Grècia. Nascut el 1921 a Corfú. Es casà a Londres el 1947 amb la reina Elisabet II del Regne Unit.

Els fets ocorreguts a la segona meitat de la dècada de 1910 afectaren profundament l'estabilitat emocional de la jove princesa grega: l'exili de la família reial i el fet d'haver de viure de la caritat de la seva cunyada en una casa de París; la revolució russa on moriren les seves ties la tsarina Alexandra de Hessen-Darmstadt i la gran duquessa Elisabet de Hessen-Darmstadt, a part del seu oncle el tsar i els seus cosins; i la Primera Guerra Mundial.
A finals de la dècada de 1920 entrà a un sanatori alemany de Kreuzlingen (1929) d'on escassos tres anys després s'escaparia (1932). A partir d'aquest moment, la princesa Alícia visqué un intens procés religiós i místic en què arribarà a crear un orde monacal d'assistència als més pobres.
Amb el retorn de la monarquia a Grècia (1935) s'establí a un apartament de la seva propietat al centre d'Atenes ja pràcticament separada del seu marit que residia a la Costa Blava. Juntament amb la seva cunyada, la gran duquessa Helena de Rússia foren els dos únics membres de la família reial grega que no partiren a l'exili arran de l'ocupació alemanya del país. A partir d'aquest moment la princesa participa activament en les tasques de la Creu Roja grega, donant suport als jueus de Salònica i arribant a salvar una família jueva d'Atenes els Cohen amagant-la a casa seva, fet que feu que l'any 1993 el Govern d'Israel la reconegués com a "Honrada entre les nacions" per la seva ajuda al poble jueu.
Al llarg del regnat del rei Pau I de Grècia residí a Atenes i en el moment en què la monarquia grega caigué l'any 1967 s'establí al Palau de Buckingham amb el seu fill el príncep Felip de Grècia, on morí l'any 1969 a l'edat de vuitanta-quatre anys.